# Carrer Empordà (Saus, Camallera i Llampaies)
El Carrer Empordà és un carrer del municipi de Saus, Camallera i Llampaies (Alt Empordà). Almenys dos dels seus edificis formen part de l'Inventari del Patrimoni Arquitectònic de Catalunya.

## Número 1

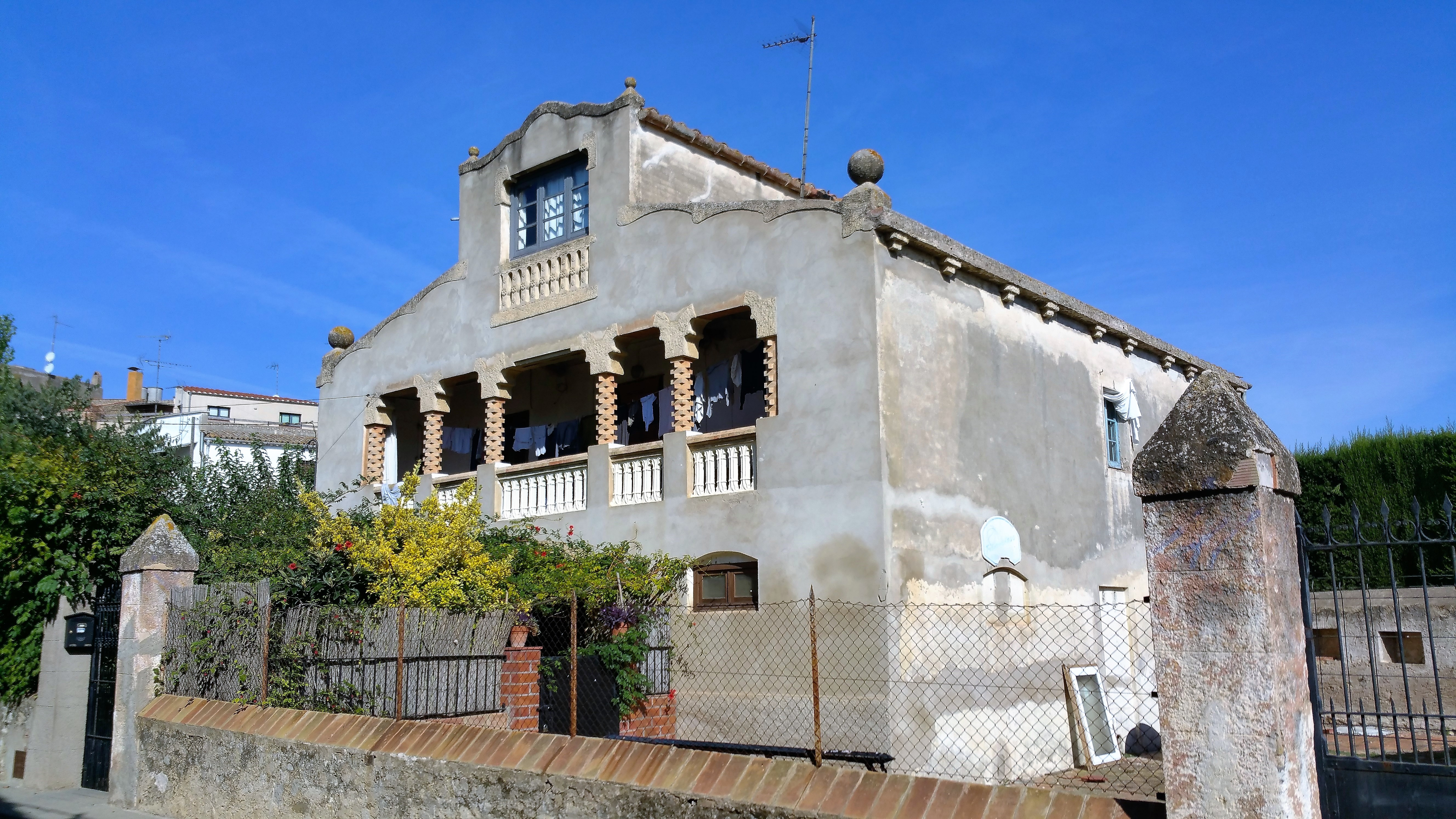
Número 1

L'edifici del carrer Empordà s/n és una obra que forma part de l'Inventari del Patrimoni Arquitectònic de Catalunya. Està situada dins del nucli urbà de la població de Camallera, a la banda de llevant del terme, a la part posterior de l'ajuntament.
És un edifici aïllat envoltat de jardí, de planta rectangular. Presenta la coberta de dues vessants i està distribuït en planta baixa i pis, amb un altell a la part central també de dues aigües. Les obertures són d'arc rebaixat a la planta baixa i rectangulars als pisos. De la façana principal destaca la galeria del pis, formada per arcs a nivell decorats amb una doble motllura i sostinguts per columnes de maons disposats en diagonal, amb els angles sobresortits. Es recolzen damunt d'una barana d'obra decorada. La finestra de l'altell presenta el mateix tipus de motllura decorativa i de barana que la galeria. La façana està rematada amb un coronament sinuós a la part de l'altell. Les façanes laterals són molt austeres i l'únic element destacable són als aplics decoratius situats a la part inferior de les cornises, a manera de mènsules.
La construcció està arrebossada.

## Número 6

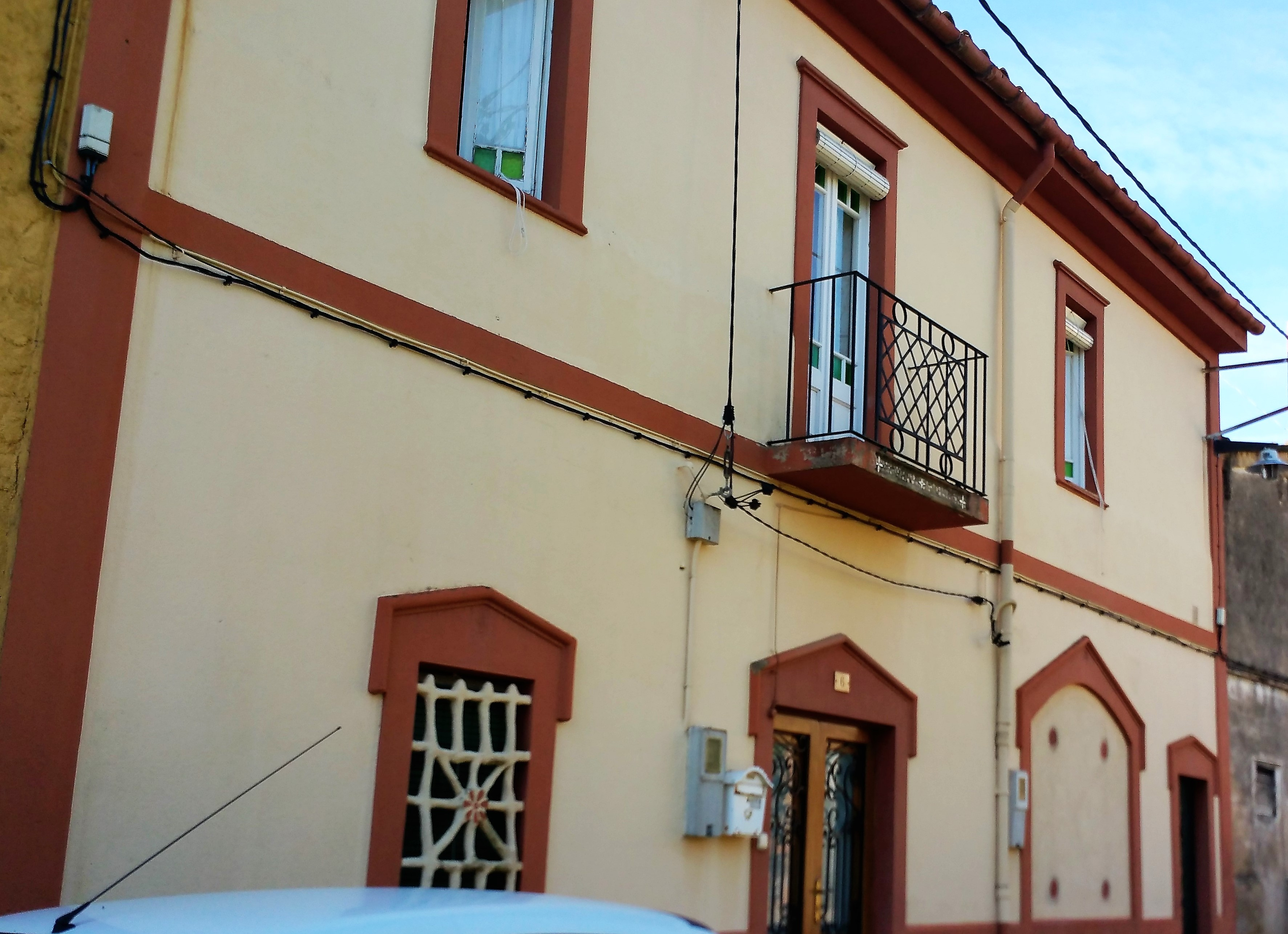
Número 6

L'edifici del número 6 del carrer Empordà és una obra que forma part de l'Inventari del Patrimoni Arquitectònic de Catalunya. Està situada dins del nucli urbà de la població de Camallera, a la banda de llevant del terme, a la part posterior de l'ajuntament.
És un edifici entre mitgeres de planta rectangular, amb un gran jardí a la part posterior. Presenta la coberta de dues vessants de teula i està distribuït en planta baixa i pis. La façana principal presenta totes les obertures rectangulars. A la planta baixa hi ha el portal d'accés, dues finestres i un portal d'arc rebaixat actualment tapiat, totes elles amb el mateix tipus d'emmarcament d'obra motllurat, rematat amb un guardapols disposat a manera de frontó triangular. Al pis hi ha un balcó exempt central i dues finestres als costats, totes amb el mateix emmarcament d'obra que a la planta baixa. Una motllura horitzontal decora la divisòria entre els dos pisos i emmarca la façana pels laterals.
La construcció està arrebossada i pintada de color groguenc, amb els elements decoratius en marró.